# Men of War: Assault Squad 2
Men of War: Assault Squad 2 è un videogioco strategico in tempo reale sviluppato da Digitalmindsoft e prodotto da 1C Company. La distribuzione era prevista per il 20 marzo 2014, ma agli utenti che avevano pre-acquistato il gioco prima del 20 febbraio 2014 era stata venduta la versione beta del gioco. È il seguito di Men of War: Assault Squad.

## Modalità di gioco
Il gioco si svolge durante la seconda guerra mondiale e come nei precedenti capitoli si rivivono diverse battaglie che hanno determinato le sorti del conflitto, sia dalla parte dell'Asse sia dagli Alleati.
Nella versione beta sono presenti due missioni nelle quali si comanda l'esercito statunitense e due in cui si comanda la Wehrmacht.
La prima missione americana consiste nell'avanzare conquistando posizioni strategiche e infine nel difenderle dalla controffensiva tedesca. La seconda si può definire una missione stealth, in quanto si hanno a disposizione poche unità d'élite e bisognerà portare a termine la missione in modalità furtiva.
Le due missioni tedesche presenti nella beta invece sono il remake della quarta e quinta missione del precedente capitolo.

## Novità
Il motore grafico è stato ulteriormente potenziato rispetto al precedente. Sono state introdotte nuove funzionalità legate a Steam come cloud, Workshop.
È stato creato un nuovo sistema di livelli, infatti avanzando con l'esperienza vincendo partite multiplayer e completando schermaglie si aumenterà il proprio livello, e ciò permette di utilizzare nuove unità in gioco che prima erano bloccate.